# كاثرين إليانور كونواي
كاثرين إليانور كونواي (بالإنجليزية: Katherine Eleanor Conway)‏ هي صحفية أمريكية، ولدت في 6 سبتمبر 1853 في روتشستر في الولايات المتحدة، وتوفيت في 1927.